# Тома з Малеї
Тома з Малеї прп, також Святий Тома Малейський, Фома Малейський (ІХ століття, Малея, Лаконія, південна Греція) — християнський святий та чудотворець часів Візантії, був багатим та хоробрим воїном, згодом став пустельником.

## Життєпис
Святий Тома Малейський був родом з Малеї і жив у IX ст. Замолоду був багатим і хоробрим вояком, воєначальником. Могутній і хоробрий, він брав участь у багатьох битвах, приносив перемоги своїм співвітчизникам, за що користувався славою і повагою. За Божою ласкою полюбив Христа і одягнувся в чернечу рясу. Віддалившись від усіх світських справ, він відвідував побожних пустельників. Згодом Тома укріплений особливим одкровенням, отриманим через святого пророка Божого Іллю, пішов на гору Малія (східна частина Афону), за іншою версією — Малейська горі в Лаконії, де боровся з численними спокусами і за Божою ласкою підкорив своє тіло духові, ставши справжнім переможцем над собою. Помер Тома у глибокій старості. На його гробі діялися численні чуда.
Життя і подвиги святого Фоми не могли сховатися від навколишніх, до нього почали стікатися люди, які шукали духовного керівництва, а також страждали від хвороб, бо він отримав від Бога благодать зцілення недуг. Багато віруючих отримували допомогу за молитвами преподобного і після відходу до Бога (Х).
Пам'ять відзначають 20 липня (Преп. Томи, що в Малеї, і Акакія, що в Ліствиці).

## Джерело
- Рубрика Покуття. Календар і життя святих. (дозвіл отримано 9.01.2008)